# Kriegerdenkmal Düsedau

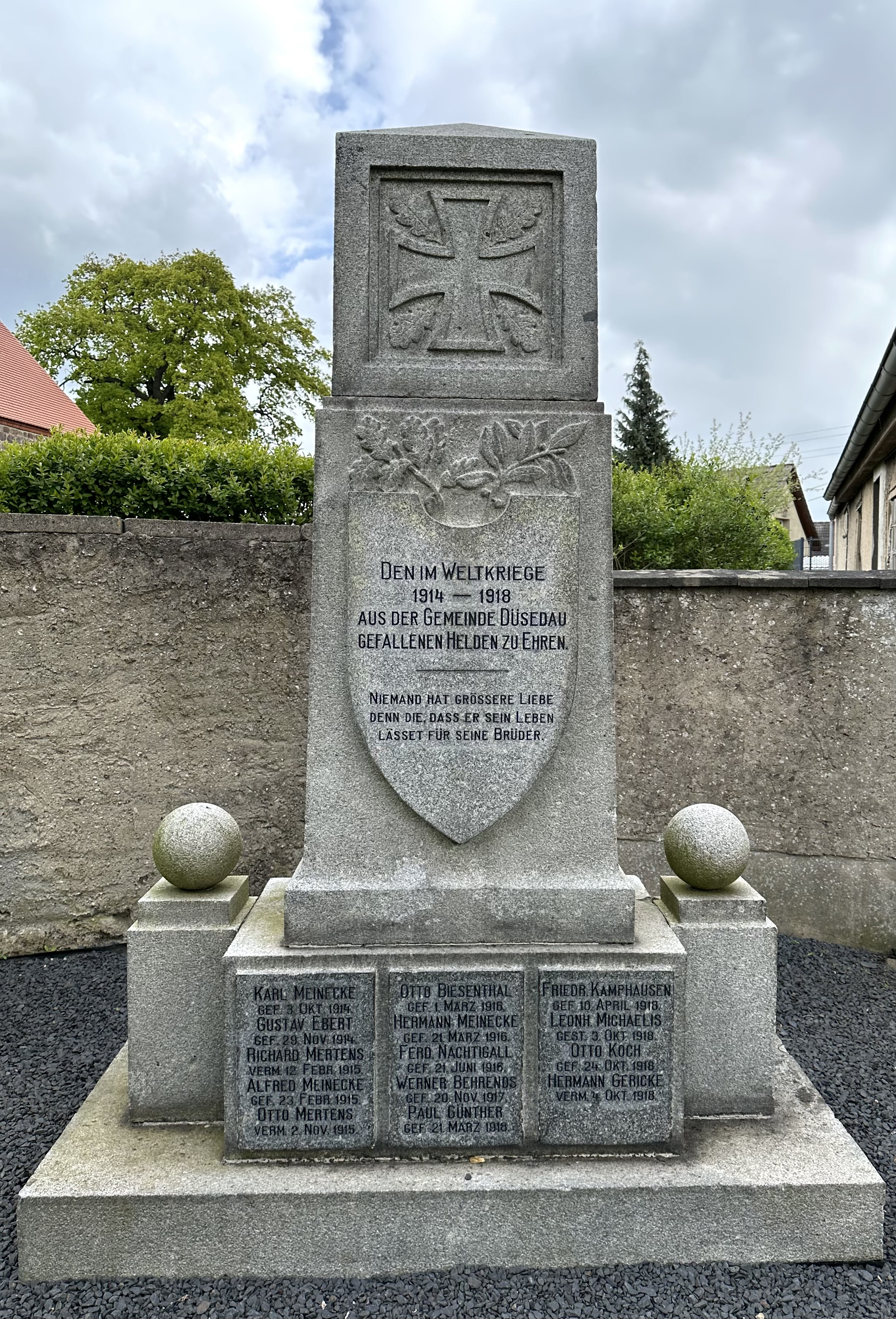
Kriegerdenkmal Düsedau, 2024

Das Kriegerdenkmal Düsedau ist ein Kriegerdenkmal im zur Stadt Osterburg (Altmark) in Sachsen-Anhalt gehörenden Dorf Düsedau.

## Lage
Das Denkmal steht im Ortszentrum von Düsedau südwestlich der Dorfkirche Düsedau, nördlich der Alten Düsedauer Dorfstraße.

## Gestaltung und Geschichte
Das Kriegerdenkmal wurde zur Erinnerung an die im Ersten Weltkrieg aus Düsedau Gefallenen errichtet. Es besteht aus einer auf einem gestuften Sockel errichteten Granit-Stele, die von einem als Relief gearbeiteten Eisernen Kreuz bekrönt ist. Darunter befindet sich in einem Wappenschild die Inschrift:
Unterhalb des Wappenschilds befinden sich nebeneinander drei Tafeln mit den Namen von 14 Gefallenen und ihren jeweiligen Sterbedaten:
| Karl Meinecke         | Otto Biesenthal     | Friedr. Kamphausen   |
| gef. 3. Okt. 1914.    | gef. 1. März 1916.  | gef. 10. April 1918. |
| Gustav Ebert          | Hermann Meinecke    | Leonh. Michaelis     |
| gef. 29. NOV. 1914.   | gef. 21. März 1916. | gest. 3. Okt. 1918.  |
| Richard Mertens       | Ferd. Nachtigall    | Otto Koch            |
| Verm. 12. Febr. 1915. | gef. 21. Juni 1916. | gef. 24. Okt. 1916.  |
| Alfred Meinecke       | Werner Behrends     | Hermann Gericke      |
| gef. 23. Febr. 1915.  | gef. 20. Nov. 1917. | Verm. 4. Okt. 1918.  |
| Otto Mertens          | Paul Günther        |                      |
| Verm. 2. Nov. 1915.   | gef. 21. März 1918. |                      |